# Slivianka
Slivianka (en (ucraïnès): Слив'янка, rus: Сливянка) és un poble de la República Autònoma de Crimea, a Ucraïna, que el 2014 tenia 61 habitants. Pertany al districte de Nijnegorski. Fins al 1948 la vila es deia Tarkhan-Tikhonenko.